# Todus todus
El barrancolí jamaicano o cortacubas jamaiquino (Todus todus) es una especie de ave coraciiforme de la familia Coraciidae endémica de Jamaica. No se conocen subespecies.